# Югрютинская
Югрютинская — деревня в Шенкурском районе Архангельской области. Входит в состав муниципального образования «Ровдинское».

## География
Деревня расположена в южной части Архангельской области, в таёжной зоне, в пределах северной части Русской равнины, в 67 километрах на юг от города Шенкурска, на левом берегу реки Пуя, притока Ваги. Ближайшие населённые пункты: на востоке, на противоположенном берегу реки, деревня Тырлинская.
Часовой пояс
Югрютинская, как и вся Архангельская область, находится в часовой зоне МСК (московское время). Смещение применяемого времени относительно UTC составляет +3:00.

## Население
| 2002 | 2010 | 2012 |
| ---- | ---- | ---- |
| 5    | ↘4   | ↘3   |

## История
В «Списке населенных мест Архангельской губернии к 1905 году» деревня Югрютинская(Пучинина) насчитывает 13 дворов, 44 мужчины и 36 женщин.  В административном отношении деревня входила в состав Нижнепуйского сельского общества Ровдинской волости.
На 1 мая 1922 года в поселении 22 двора, 48 мужчин и 56 женщин.